# ピオリア郡 (イリノイ州)
ピオリア郡（英: Peoria County）は、アメリカ合衆国イリノイ州の郡である。人口は18万1830人（2020年）。郡庁所在地はピオリアであり、同郡で人口最大の都市である。
ピオリア郡は5つの郡で構成する人口約38万人（2010年）のピオリア都市圏の中核である。

## 歴史
ピオリア郡は1825年にフルトン郡から分離して設立された。郡名はこの地域に住んでいたイリニウェク族インディアンの中のピオリア族に由来していた。イリノイ川バレーの西側からシカゴ川陸送路の大半を含んでいた。

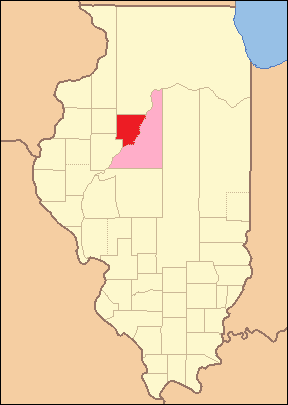
1825年創設時の郡領域、未編入領域を含み大きな地域になっていた
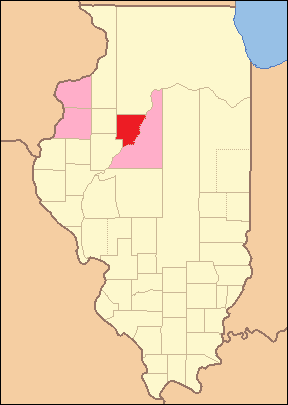
1826年から1827年まで、新設のマーサー郡とウォーレン郡が一時的に付設されていた
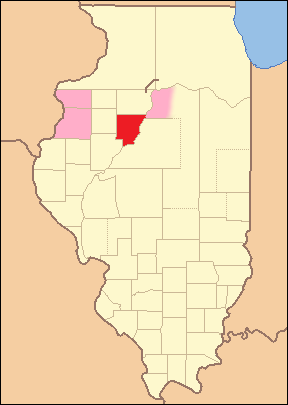
1827年から1830年まで、テーズウェル郡の創設で未編入領域が小さくなった
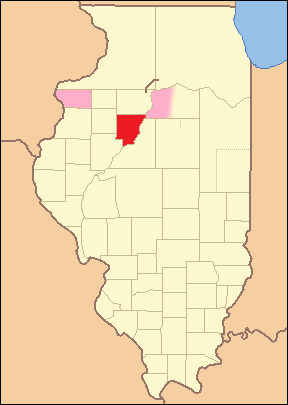
1830年、ウォーレン郡が組織化
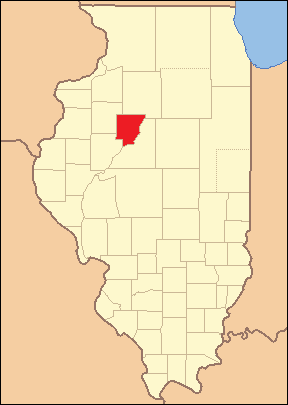
1831マーサー郡がウォーレン郡に付され、ピオリア郡は現領域になった

## 地理
アメリカ合衆国国勢調査局に拠れば、郡域全面積は630.60平方マイル (1,633.2 km2)であり、このうち陸地619.21平方マイル (1,603.7 km2)、水域は11.39平方マイル (29.5 km2)で水域率は1.81%である。

### 交通

#### 主要高規格道路
| - 州間高速道路74号線 - 州間高速道路155号線 - 州間高速道路474号線 - アメリカ国道24号線 - アメリカ国道150号線 | - イリノイ州道6号線 - イリノイ州道8号線 - イリノイ州道9号線 - イリノイ州道25号線 - イリノイ州道40号線 | - イリノイ州道78号線 - イリノイ州道90号線 - イリノイ州道91号線 - イリノイ州道116号線 |

#### 空港
郡内には下記の公共用途空港がある。
- ウェイン・A・ダウニング将軍ピオリア国際空港 (PIA)、元ピオリア大都市圏空港 - ピオリア市
- マウントホーリー補助空港 (3MY) - ピオリア市

### 隣接する郡
- スターク郡 - 北
- マーシャル郡 - 北東
- ウッドフォード郡 - 東
- テイズウェル郡 - 南
- フルトン郡 - 南西
- ノックス郡 - 北西

## 気候と気象
近年、郡庁所在地であるピオリア市の平均気温は1月の14°F (-10 ℃) から7月の86°F (30 ℃) まで変化している。過去最低気温は1984年1月に記録された-27°F (-33 ℃) であり、過去最高気温は1936年7月に記録された113°F (45 ℃) である。月間降水量は1月の1.50インチ (38 mm) から5月の4.17インチ (106 mm) まで変化している。

## 人口動態
以下は2000年国勢調査による人口統計データである。
| 基礎データ - 人口: 183,433人 - 世帯数: 72,733 世帯 - 家族数: 47,130 家族 - 人口密度: 114人/km2（296人/mi2） - 住居数: 78,204軒 - 住居密度: 49軒/km2（126軒/mi2） 人種別人口構成 - 白人: 79.4% - アフリカン・アメリカン: 16.1% - ネイティブ・アメリカン: 0.22% - アジア人: 1.7% - 太平洋諸島系: 0.03% - その他の人種: 0.95% - 混血: 1.7% - ヒスパニック・ラテン系: 2% 年齢別人口構成 - 18歳未満: 25.1% - 18-24歳: 10.4% - 25-44歳: 27.6% - 45-64歳: 22.8% - 65歳以上: 14.2% - 年齢の中央値: 36歳 - 性比（女性100人あたり男性の人口） - 総人口: 92.6 - 18歳以上: 88.6 | 世帯と家族（対世帯数） - 18歳未満の子供がいる: 29.9% - 結婚・同居している夫婦: 48.6% - 未婚・離婚・死別女性が世帯主: 12.9% - 非家族世帯: 35.2% - 単身世帯: 29.7% - 65歳以上の老人1人暮らし: 11% - 平均構成人数 - 世帯: 2.43人 - 家族: 3.01人 収入と家計 - 収入の中央値 - 世帯: 42,705米ドル - 家族: 50,592米ドル - 性別 - 男性: 40,840米ドル - 女性: 25,335米ドル - 人口1人あたり収入: 21,219米ドル - 貧困線以下 - 対人口: 13.2% - 対家族数: 10% - 18歳未満: 20.5% - 65歳以上: 7.1% |

## 郡区
ピオリア郡は下記20の郡区に分割されている。下表は位置関係も示す。
| ミルブルック     | プリンスビル     | アクロン       | ハロック         | チリコシー |
| ブリムフィールド | ジュビリー       | ラドナー       | メディナ         | チリコシー |
| エルムウッド     | ローズフィールド | キカプー       | リッチウッズ     | ピオリア市 |
| トリボリ         | ローガン         | ライムストーン | ウェストピオリア | ピオリア市 |
|                  | ティンバー       | ホリス         |                  |            |

## 都市と町
| - ピオリア - 郡庁所在地 - ウェストピオリア - バートンビル - ベルビュー - ブリムフィールド - チリコシー - ダンラップ - エルムウッド | - グラスフォード - ハンナシティ - キングストンマインズ - メイプルトン - ノーウッド - ピオリアハイツ - プリンスビル - ローム |  |

### 未編入の町
| - アルタ - クラマーズ - エデルスタイン - エッジウォーター - エドワーズ - エルビスタ、現在はピオリア市の地区 - エルモア - ガリーナノールズ | - ハイメドウズ - ホームズセンター - レイクキャメロット - レイクランスロット - レイクオブザウッズ - ローラ - ローンリッジ - マーデルメナー | - モスビル - ノースハンプトン - オークヒル - オーチャードマインズ - ポッツタウン - レンチビル - ロームハイツ - スミスビル | - サウスローム - サウスポート - トリボリ - タスカローラ - ベッツロー - ボナチェンノールズ - ウェストハロック |

## 見どころ
- グラスフォード・クレーター
- ジュビリー・カレッジ州立公園

## 著名な出身者
- ジム・トーミ、メジャーリーグベースボール選手、ピオリア出身
- ジョンストン・マッカレー、作家、「怪傑ゾロ」シリーズで著名
- ザック・マカリスター、メジャーリーグベースボール選手、チリコシー出身
- リチャード・プライヤー、俳優、コメディアン、ピオリア出身